# Oui oui oui/Buon dì
Oui, oui, oui, oui/Buon dì è il 10º singolo discografico di Mina, pubblicato nel giugno 1959 dall'etichetta Italdisc.

## Storia
Mina canta in italiano due cover con l'accompagnamento di Giulio Libano, che cura anche gli arrangiamenti, e la sua orchestra. Entrambi i brani sono stati inseriti nella raccolta in 3 CD Ritratto: I singoli Vol. 1 del 2010.

## Copertina
La copertina fotografica ufficiale ha due colori di fondo diversi: arancione (fronte, retro) e verde ( fronte, retro).
Oltre alla consueta generica custodia rossa forata a marchio Italdisc / Broadway.
Il brano Oui, oui, oui, oui di Pierre Cour, era stato inciso ad aprile dello stesso anno da Sacha Distel. La versione di Mina è reperibile anche nella raccolta Mina rarità del 1989. Il brano Buon dì traduzione del brano originale in inglese intitolato Alone (Why Must I Be Alone) (musica di Morton Craft, testo della moglie Selma), inciso dalle Shepherd Sisters, che nel 1957 ebbe grande successo commerciale negli USA e anche in Inghilterra cantato da una non ancora famosa Petula Clark. Nel 1958 Dalida la canta in francese con titolo Je pars e testo di Fernand Bonifay. In Italia viene incisa l'anno seguente, prima da Betty Curtis e poco dopo da Mina, nell'EP ufficiale Buon dì/Piangere un po'/Tintarella di luna/La verità. È disponibile anche nella raccolta non ufficiale Mina Gold 2 (1999).

## Tracce
Edizioni musicali Edir
Lato A
1. Oui, oui, oui, oui – 2:08 (testo: Giuseppe Perotti – musica: Hubert Giraud)

Lato B
1. Buon dì (Alone (Why Must I Be Alone)) – 1:40 (testo: Nicola Salerno – musica: Morton Craft)